# Póquer descubierto
El póquer descubierto es cualquiera de las variantes de póquer en las cuales el jugador recibe un cierto número de cartas, alguna de ellas boca abajo y otras boca arriba, y se realizan múltiples rondas de apuestas. Otra de las características es que el jugador que comienza apostando no siempre es el mismo, sino que depende de las cartas que tenga en cada ronda. A las cartas boca abajo se las conoce como cartas privadas o hole cards.
Esta variante de póquer tiene su origen en los Estados Unidos, donde durante el siglo XVIII era habitual jugar al póquer descubierto con tres cartas, un siglo más tarde, y durante la Guerra de Secesión, se hizo más popular el póquer descubierto con cinco cartas. En los últimos años, curiosamente de nuevo un siglo más tarde, es el póquer descubierto de siete cartas el que se ha hecho más popular en los casinos y en las partidas caseras.
La estructura de apuestas se suele ver influenciada por el número de rondas, así cuando jugamos una partida con cuatro o menos rondas de apuestas no importa mucho si jugamos con o sin límite de apuestas o bote. Sin embargo con cinco o más rondas de apuestas conviene fijar un límite o fijar un límite repartido (spread limit).
El límite repartido quiere decir que en las rondas finales se suele incrementar el límite de apuestas para hacer la partida más interesante y el bote aún más suculento. Así por ejemplo, para una partida se puede fijar un límite de 5€ para las dos primeras rondas, de 10€ para las siguientes y de 20€ para la última. El ganador será el que en la ronda final tenga la mejor mano, y en caso de empate se reparte el bote.
En la actualidad las variantes más populares de póquer descubierto suelen ser el 7 card stud y el 5 card stud.